# Marvin Leonel Esch
Marvin Leonel Esch (ur. 4 sierpnia 1927, zm. 19 czerwca 2010 w Ann Arbor) – amerykański polityk, członek Partii Republikańskiej.
W latach 1967–1977 przez pięć dwuletnich kadencji Kongresu Stanów Zjednoczonych był przedstawicielem drugiego okręgu wyborczego w stanie Michigan w Izbie Reprezentantów Stanów Zjednoczonych.